# Stazione di Kita-Ōmiya
La stazione di Kita-Ōmiya (北大宮駅?, Kita-Ōmiya-eki) è una stazione ferroviaria situata nella città di Saitama della prefettura omonima, in Giappone ed è servita dalla linea Tōbu Noda delle Ferrovie Tōbu.

## Linee
Ferrovie Tōbu
● Linea Tōbu Noda

## Struttura
La stazione è realizzata in superdicie, con un marciapiede a isola servito da due binari passanti. Il fabbricato viaggiatori è raggiungibile da un sottopassaggio privo di ascensori e scale mobili.
| 1 | ● Linea Tōbu Noda | per Ōmiya                                                          |
| 2 | ● Linea Tōbu Noda | per Nodashi, Kasukabe, Kashiwa, Mutsumi, Shin-Kamagaya e Funabashi |

## Stazioni adiacenti
| «          | Servizio   | »          |
| Linea Noda | Linea Noda | Linea Noda |
| ---------- | ---------- | ---------- |
| Ōmiya      | Locale     | Ōmiya-kōen |